# Finca 60
Finca 60 ist ein Corregimiento des Bezirks Changuinola in der Provinz Bocas del Toro in Panama. Bei der Volkszählung im Jahr 2023 hatte es 5329 Einwohner. Das Corregimiento erstreckt sich über eine Fläche von 30,2 km².
Das Corregimiento wurde durch Gesetz Nr. 39 vom 8. Juni 2015 geschaffen.

## Orte
Im Corregimiento Finca 60 befinden sich folgende Orte:
- Barriada 21 de Abril
- Finca 61
- Finca 62
- Finca 62 Rural
- Finca 63
- Finca 64
- Finca 67
- Finca 67 Abajo
- La Barra
- La Poderosa